# Cybaeus yufuin
Espèce
Cybaeus yufuin est une espèce d'araignées aranéomorphes de la famille des Cybaeidae.

## Distribution
Cette espèce est endémique de Kyūshū au Japon,. Elle se rencontre dans les préfectures de Fukuoka, d'Ōita et de Kumamoto.

## Description
Le mâle holotype mesure 5,60 mm et la femelle paratype mesure 6,15 mm.

## Publication originale
- Ihara, 2007 : Geographic variation and body size differentiation in the medium-sized species of the genus Cybaeus (Araneae: Cybaeidae) in northern Kyushu, Japan, with descriptions of two new species. Acta Arachnologica, vol. 56, no 1, p. 1-14 (texte intégral).